# Sint Lucas Antwerpen
Sint Lucas Antwerpen (vroeger ook 'Sint Lucas Paviljoen' genoemd) is een departement voor beeldende kunsten van Karel de Grote Hogeschool. De hogeschool is gevestigd in de Antwerpse Van Schoonbekestraat en biedt bachelor-, master- en master na masteropleidingen alsook een doctoraat in de kunsten. 

## Geschiedenis
Tot 2019 bestonden er twee campussen:
- Campus Sint Lucas in de Sint-Jozefstraat, de hoofdzetel van het departement met verschillende opleidingen Grafisch Ontwerp, onderverdeeld in studio's: Grafisch ontwerp, Illustratie, Communicatie (vroeger bekend als reclamevormgeving) en Data.
- Campus Congres in de Kerkstraat omvatte de ateliers van de afstudeerrichtingen Vrije Kunsten en Juweelontwerp Edelsmeedkunst, van de master-na-masteropleiding in Art & Design en de tentoonstellingsruimte Showroom. Op deze locatie werd jaarlijks (uitgezonderd 2016) eind juni de mastertentoonstelling gepresenteerd.

In 2018 opende aan de Van Schoonbekestraat het nieuwe hoofdgebouw waar alle opleidingen werden samengebracht.
Enkele (oud-)docenten zijn Lucien De Roeck, Koen Theys, Arpaïs Du Bois, Hugo Puttaert en Frank Albers.

## Alumni
- Annemie Berebrouckx
- Yves De Brabander
- Mattias De Leeuw
- Arpaïs Du Bois
- Gert Fransen
- Jimmy Kets
- Jasper Léonard
- Peter Quirijnen
- Tom Schoonooghe
- Rinus Van de Velde
- Anton Van Hertbruggen
- Geert Vervaeke
- Ann Vinck